# Đường tròn lớn

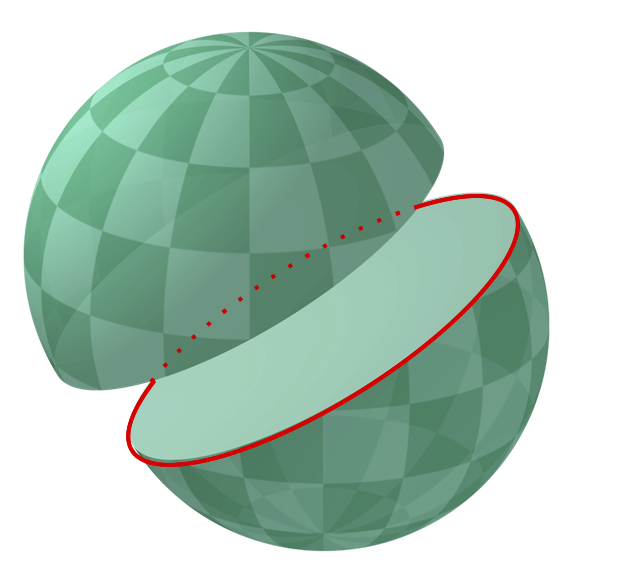
Một đường tròn lớn chia hình cầu thành hai bán cầu bằng nhau

Đường tròn lớn hay vòng tròn lớn của một mặt cầu là giao điểm của mặt cầu và một mặt phẳng mà đi qua tâm của mặt cầu đó. Một đường tròn lớn là đường tròn lớn nhất có thể được vẽ trên bất kỳ mặt cầu cho trước nào. Bất kỳ đường kính của bất kỳ đường tròn lớn nào đều trùng với một đường kính của mặt cầu, và do vậy tất cả các đường tròn lớn đều có tâm chung và chu vi như nhau. Mọi đường tròn trong không gian Euclid 3 chiều đều là một đường tròn lớn của đúng một mặt cầu.
Đối với hầu hết các cặp điểm trên mặt cầu, có một vòng tròn lớn độc nhất đi qua hai điểm đó. Ngoại lệ là một cặp điểm đối xứng qua đường kính, khi đó có rất nhiều vòng tròn lớn. Đường cung nhỏ của một vòng tròn lớn giữa hai điểm là đường đi ngắn nhất giữa chúng. Theo nghĩa này, vòng cung nhỏ tương tự như "đường thẳng" trong hình học Euclid. Chiều dài của cung nhỏ của một vòng tròn lớn được lấy làm khoảng cách giữa hai điểm trên bề mặt của một mặt cầu trong hình học Riemann nơi mà các vòng tròn lớn được gọi là đường tròn Riemannian. Những đường tròn lớn này là đường trắc địa của mặt cầu.
Với các không gian nhiều chiều, các đường tròn lớn trong mặt cầu không gian n-chiều là giao của mặt cầu n-chiều với mặt phẳng 2 chiều mà đi qua tâm của không gian Euclid Rn + 1.